# Axel Fahlcrantz
Axel Erik Valerius Fahlcrantz, född den 5 september 1851 i Stockholm, död den 14 november 1925 i Stockholm, var en svensk landskapsmålare.

## Biografi

### Släktförhållanden
Axel Erik Valerius Fahlcrantz var son till biskopen och författaren Christian Eric Fahlcrantz, som var bror till landskapsmålaren Carl Johan Fahlcrantz och till ornamentsbildhuggaren Axel Magnus Fahlcrantz. Axel Erik Valerius yngre bror var bokförläggaren Carl Johan Fahlcrantz, som 1877 grundlade bokförlaget Fahlcrantz & Co, som 1925 övertogs av dennes son med samma namn, skådespelaren Carl Johan Fahlcrantz.
Axel Erik Valerius Fahlcrantz blev konstnär liksom de båda farbröderna, de ovannämnda Carl Johan Fahlcrantz, som var landskapsmålare och Axel Magnus Fahlcrantz, som var skulptör och hovbildhuggare.

### Studier
Fahlcrantz blev student 1872 och studerade 1874–1876 vid Konstakademien i avsikt att bli skulptör. Sedermera studerade han landskapsmåleri och var han elev av de båda lärarna Per Daniel Holm och Edvard Perséus. Han blev 1907 ledamot av Akademien för de fria konsterna.

### Konstnärskap
Axel Fahlcrantz utförde landskap, ofta med vatten och med skickligt uttryckt oväder. Fahlcrantz är känd för sina vackra landskap, ibland med oväder eller stämningsfulla återgivningar med dimma, skymning och månsken.
Fahlcrantz gjorde sig fördelaktigt bemärkt genom en färgvacker Aftonstämning från Räfsnäs (1881). Bland hans senare målningar, som i främsta rummet strävar att ge ett lyrisk-koloristiskt intryck, märks Motala ström (1895, Göteborgs konstmuseum), Regnby (1897), Köpmansholmen i månsken (1897), Stillhet (månskensstämning, 1898) och Annalkande oväder (1901), båda i Nationalmuseum.
Han finns även representerad vid Norrköpings konstmuseum.

## Några oljemålningar på Göteborgs konstmuseum

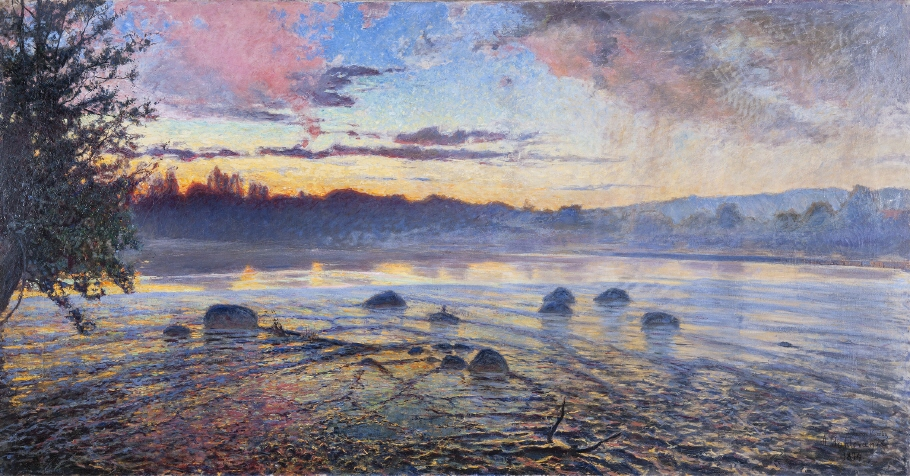
Motala ström. Aftonstämning, 1894, format 91x174 cm.
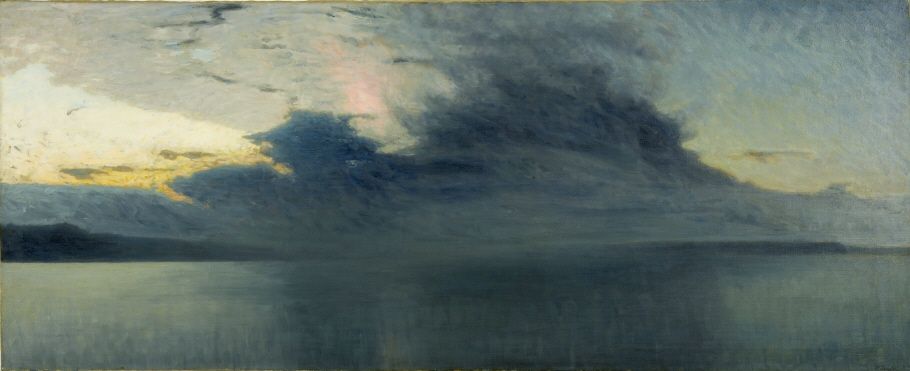
Åskmoln, inköpt 1911, format 90x126 cm.
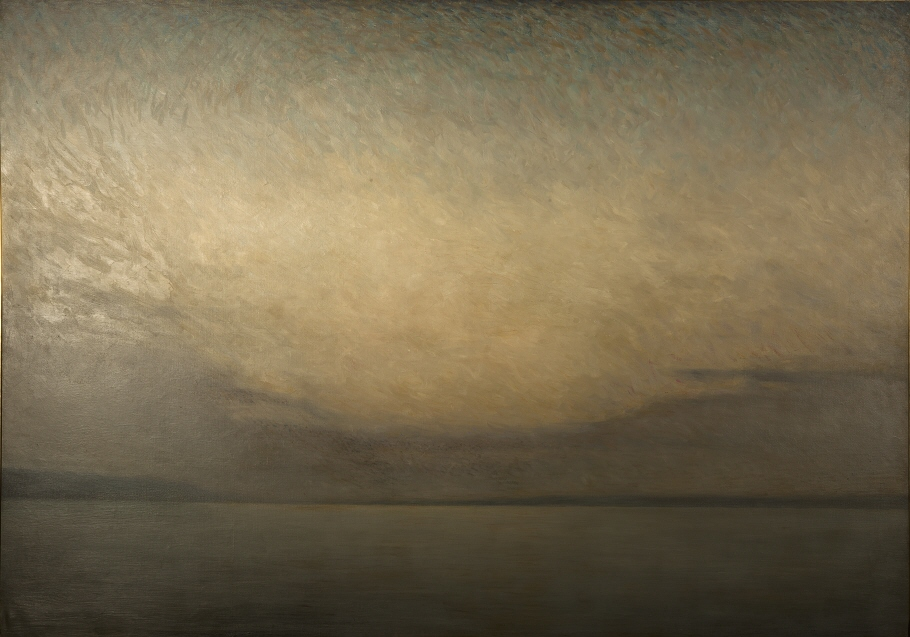
Himmel och vatten, format 150x210 cm, testamentarisk gåva 1925.

## Oljemålningar, verk i urval

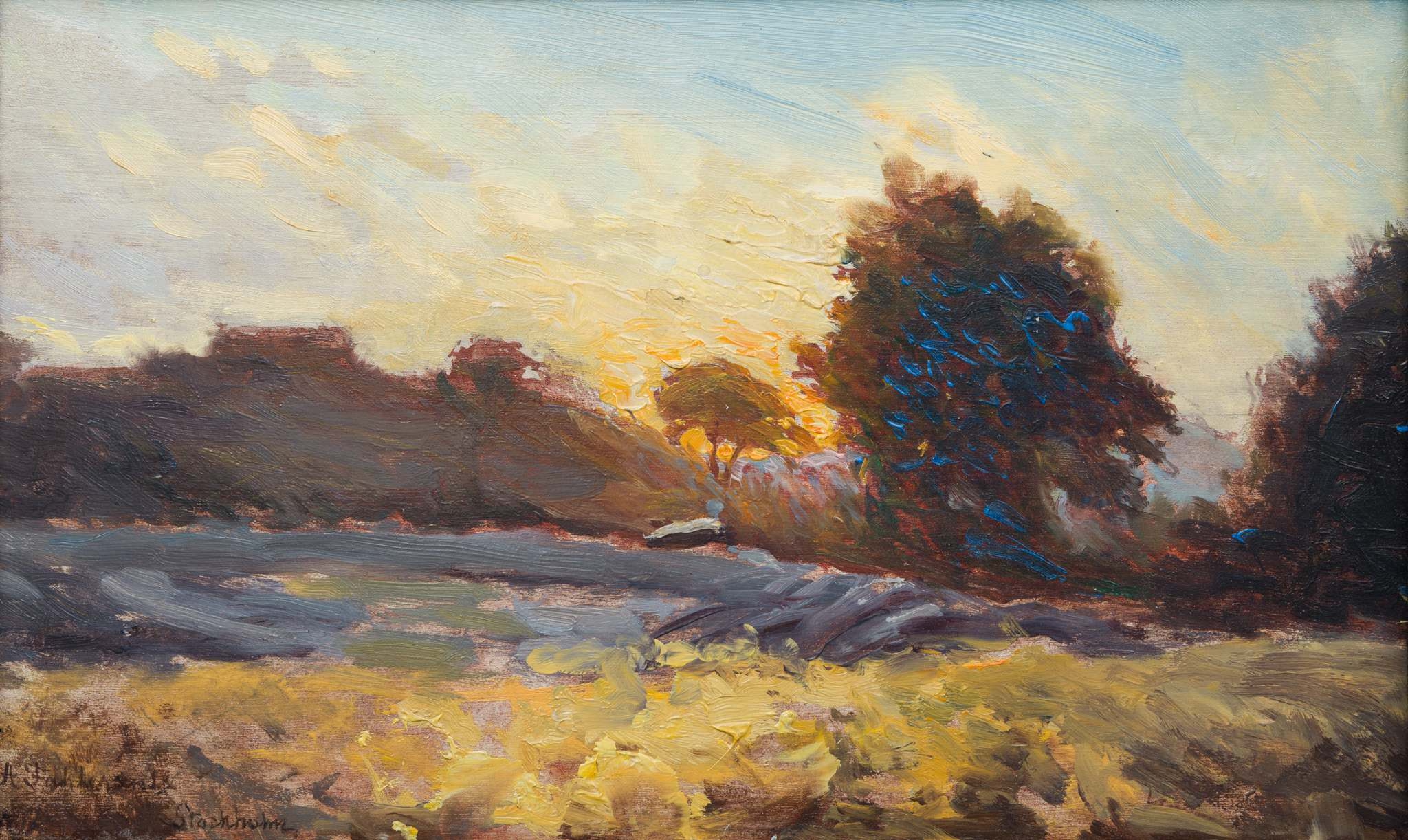
Sommarafton vid Vanadisvägen (Stockholm)
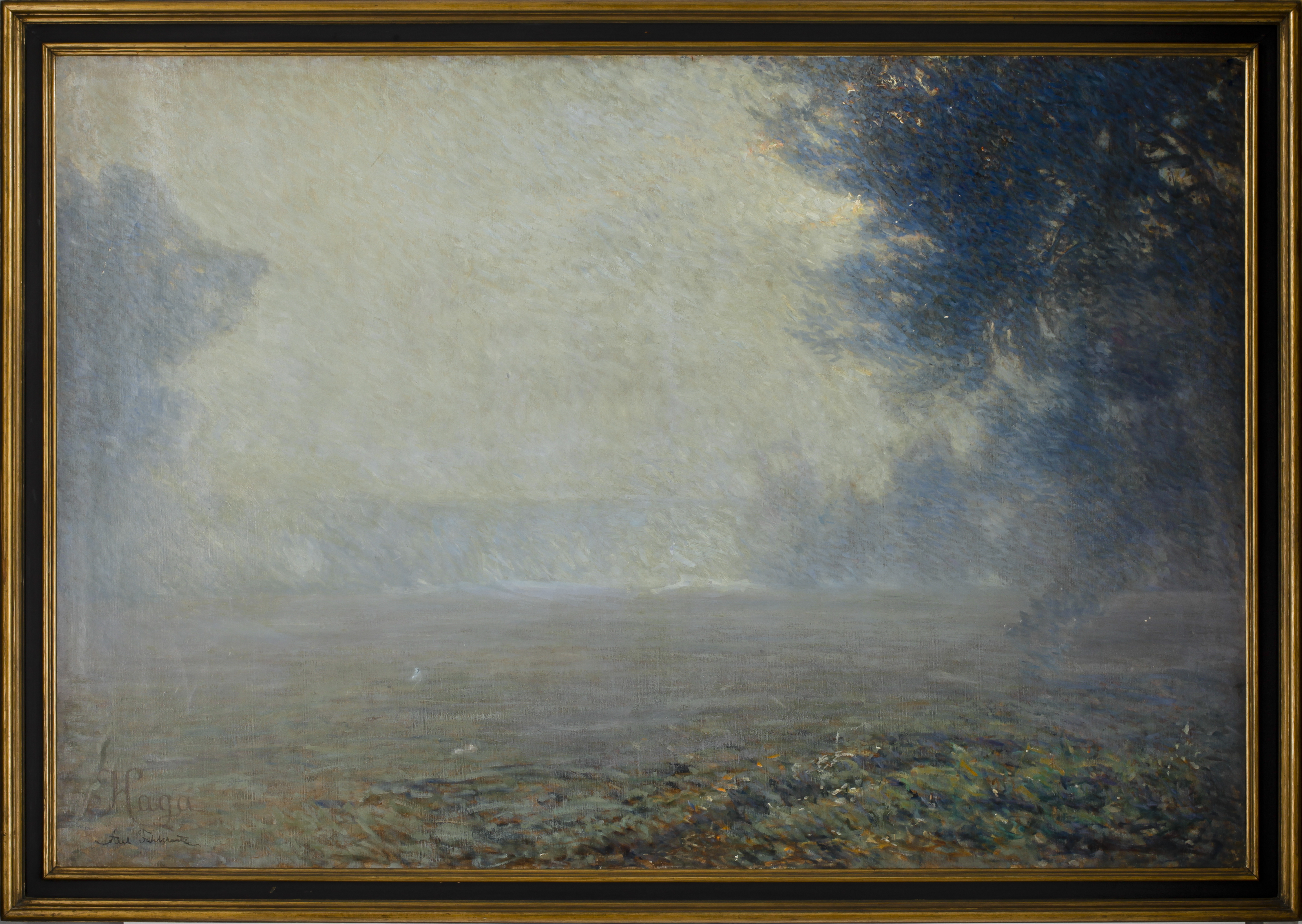
"Haga", signerad, ca 178 x 120 cm.
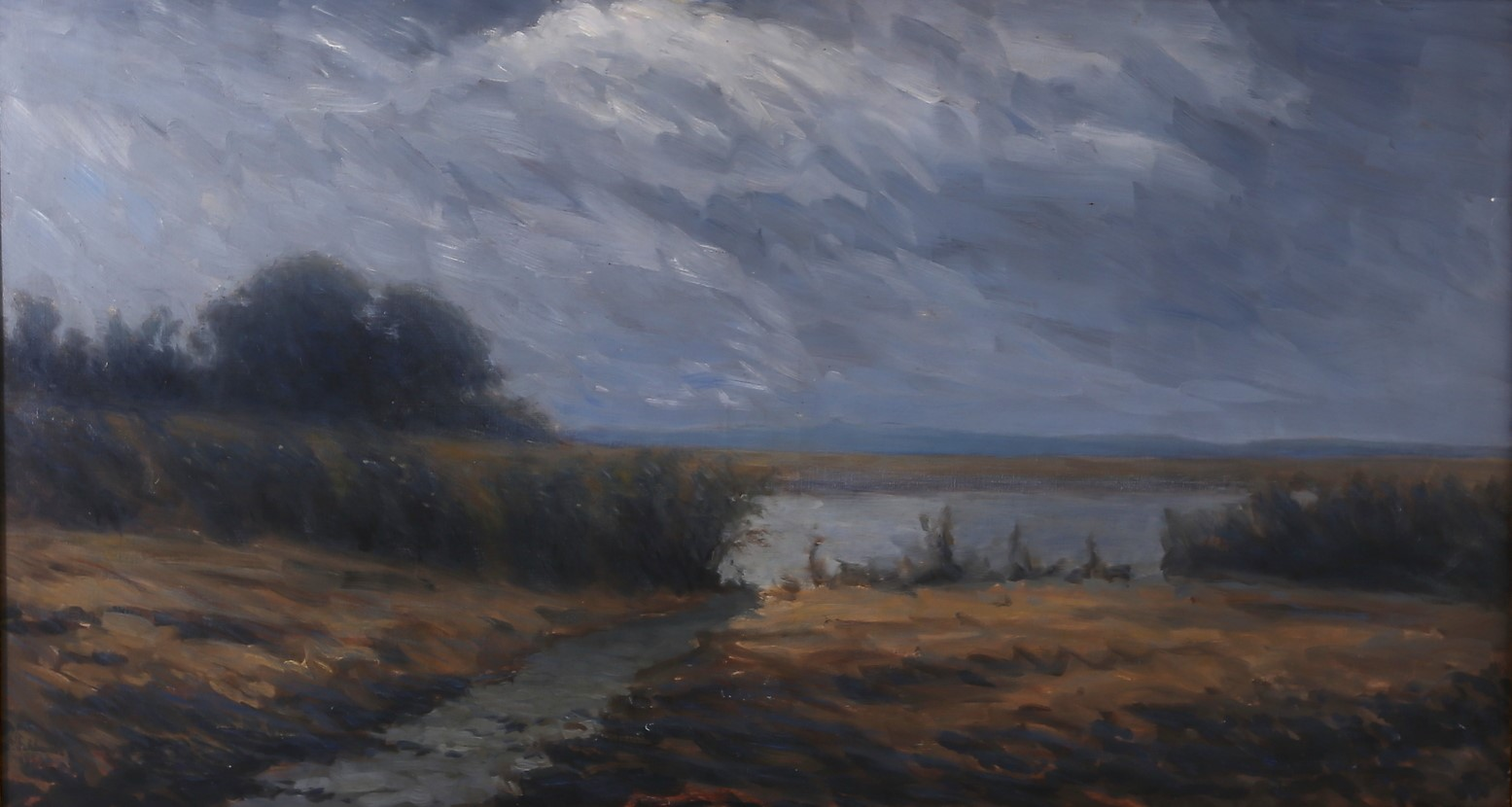
"Höstlandskap", signerad och daterad, 65,5 x 120 cm.
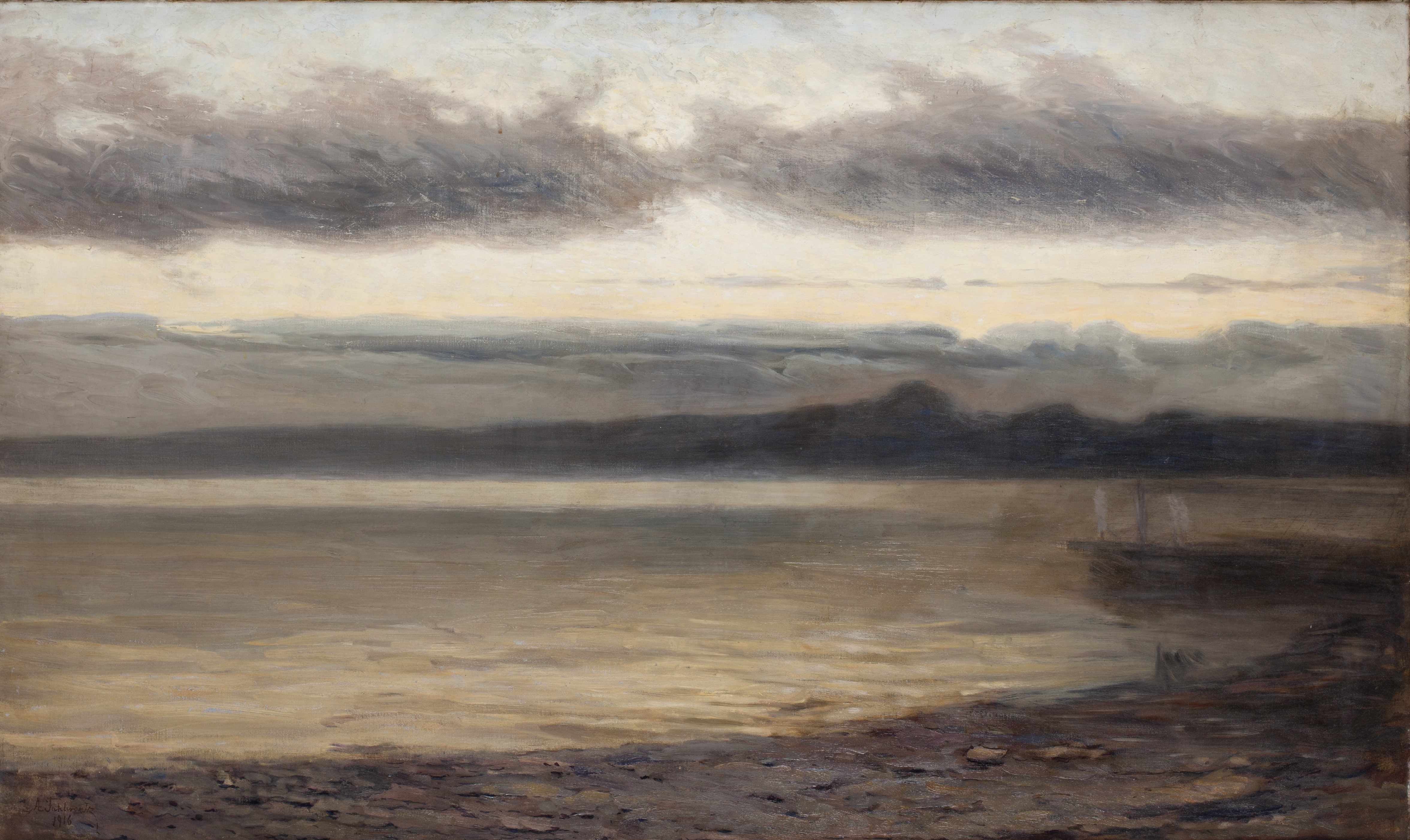
"I skärgården", signerad 1916, 147 x 87 cm.
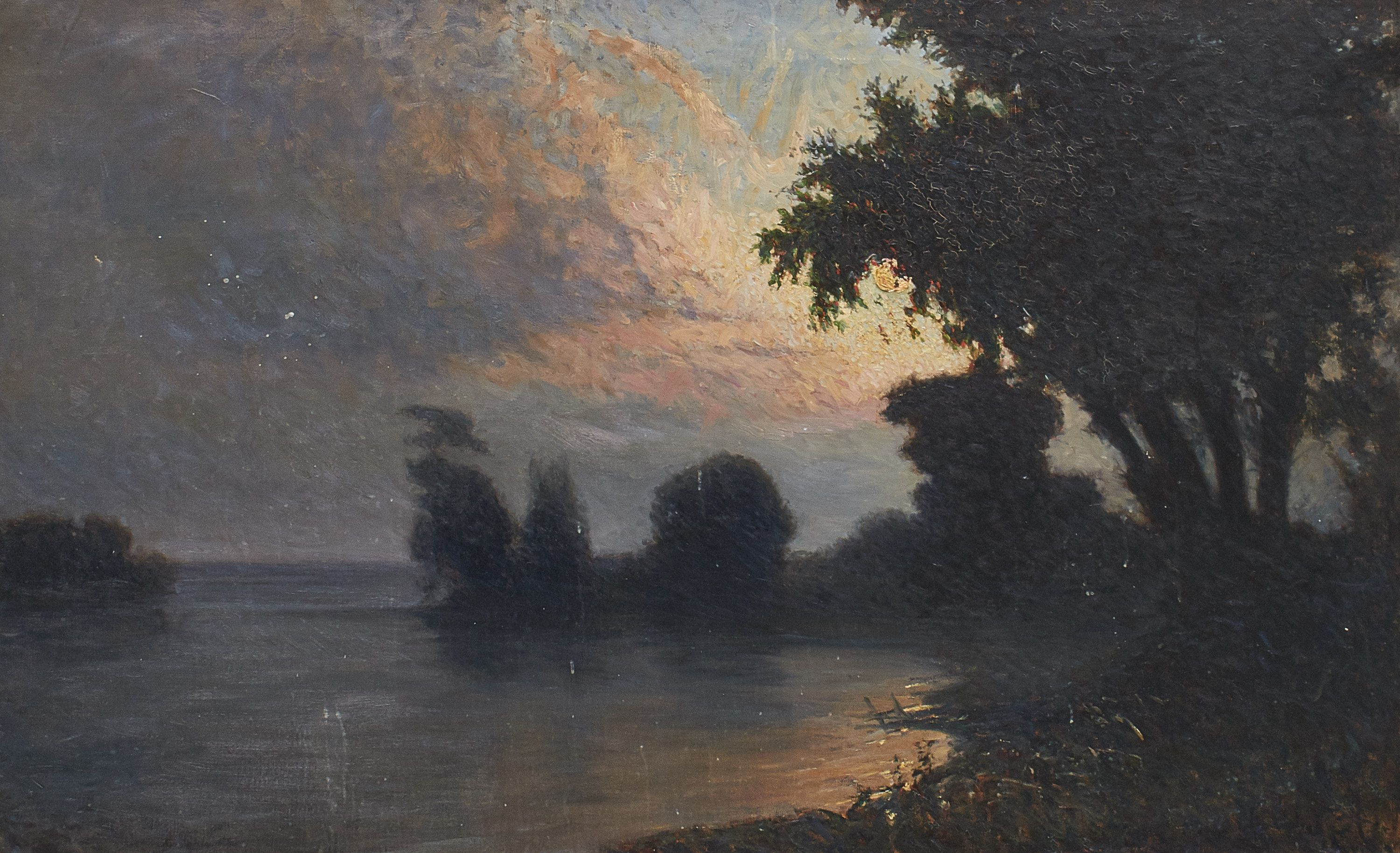
"Landskap", 1898, 100 x 160 cm.
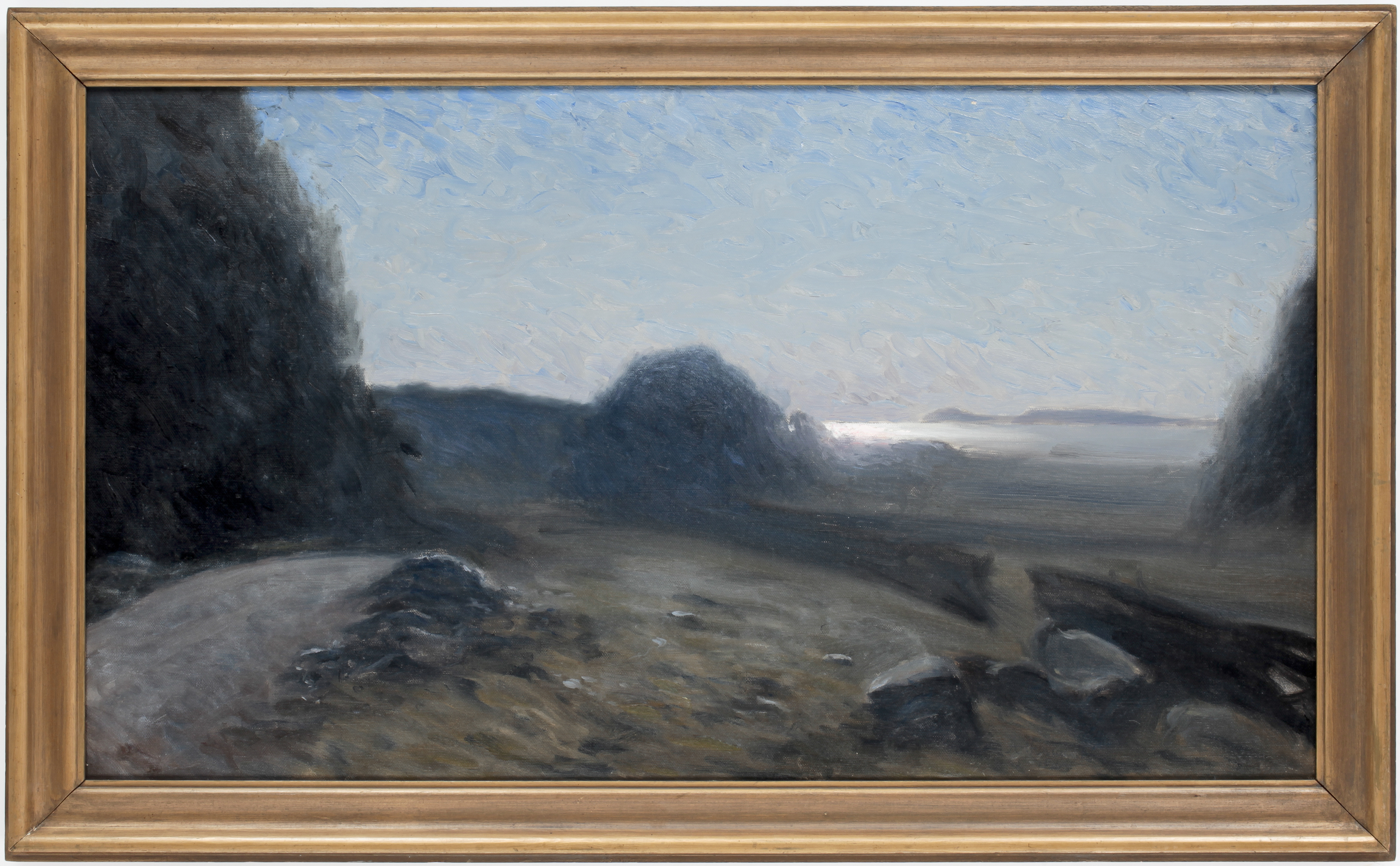
"Landskap", 1924, signerad o daterad 24, 62 x 110 cm.
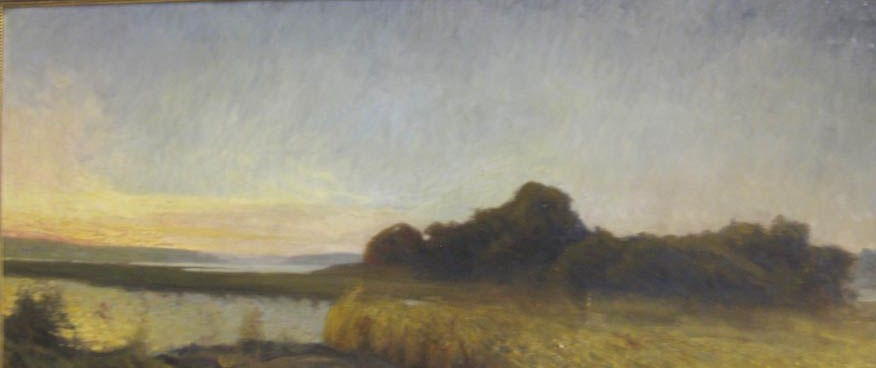
"Landskap", signerad a tergo, 67 x 150 cm.
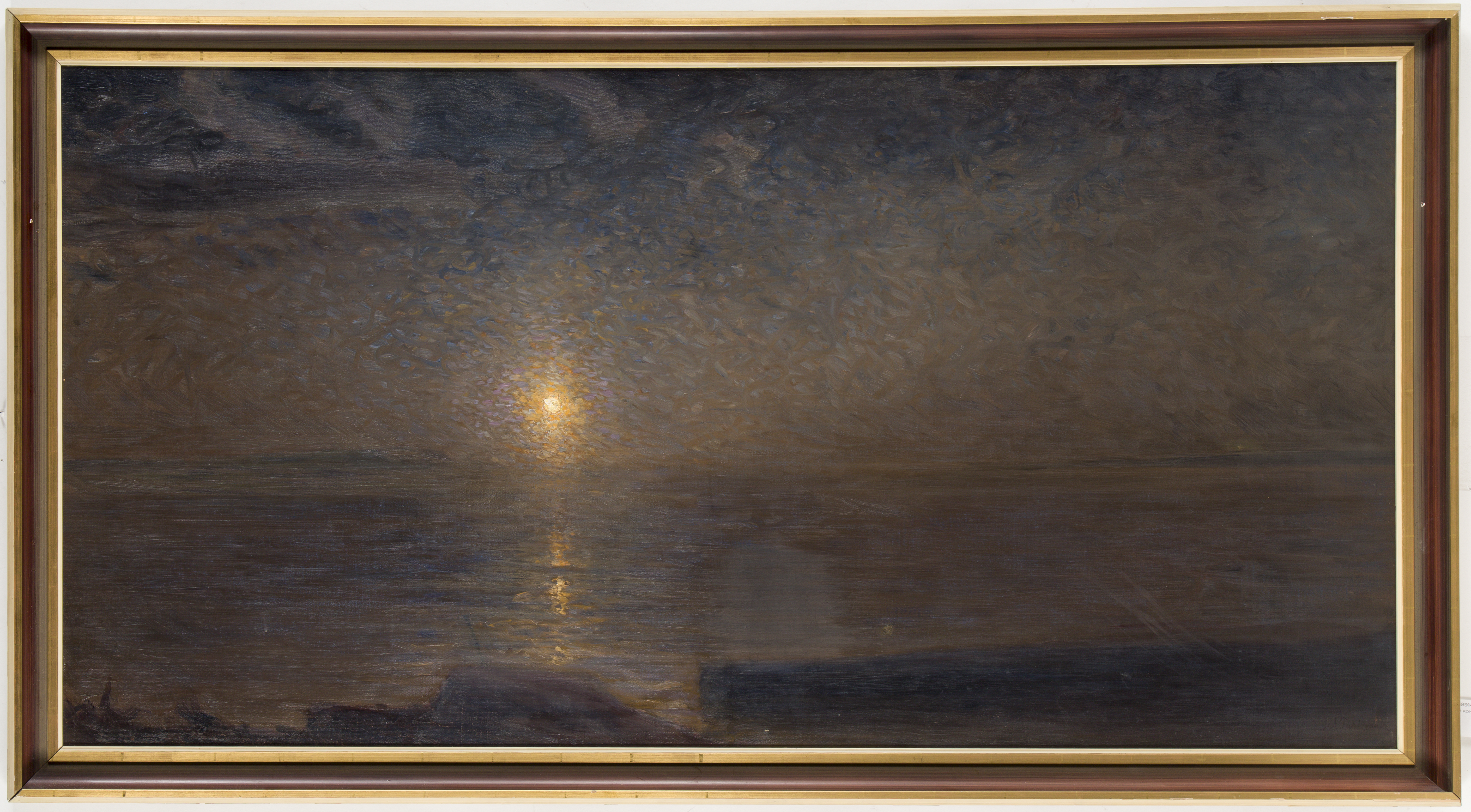
"Nocturne", signerad, 78,5 x 153 cm.
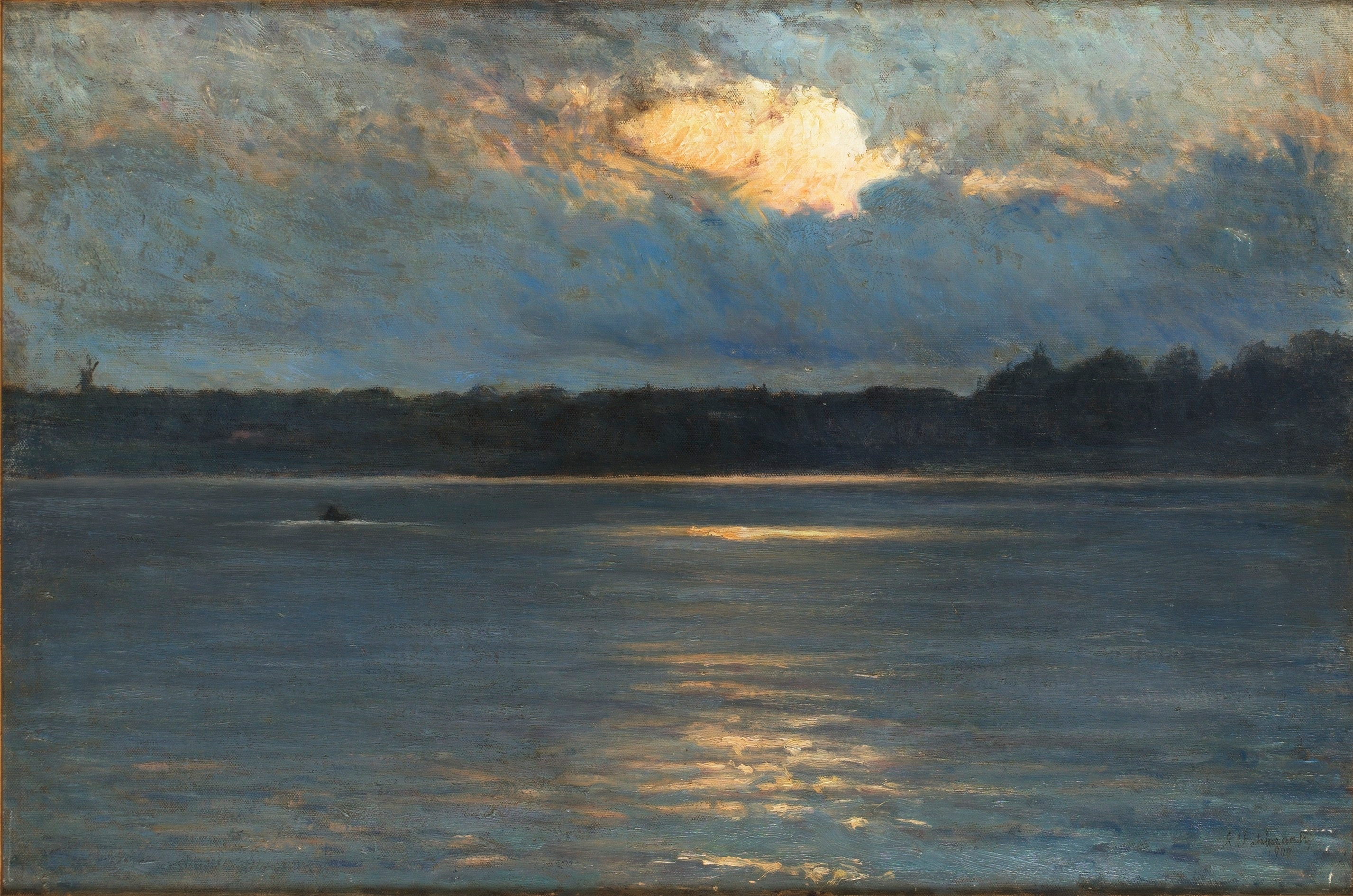
"Skymning", daterad år 1900, 52,5 x 79 cm.
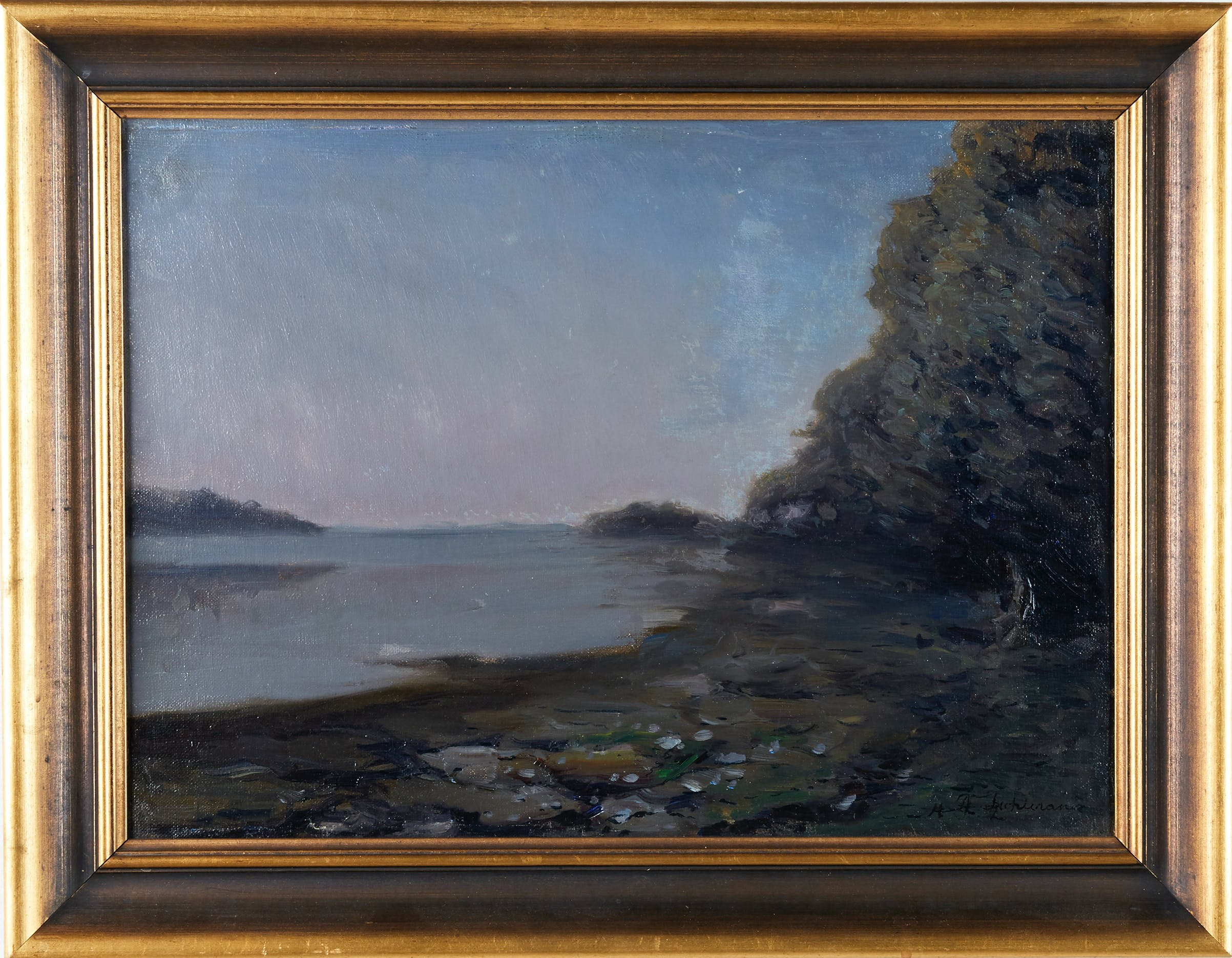
"Skymning", signerad, ca 34 x 37 cm.
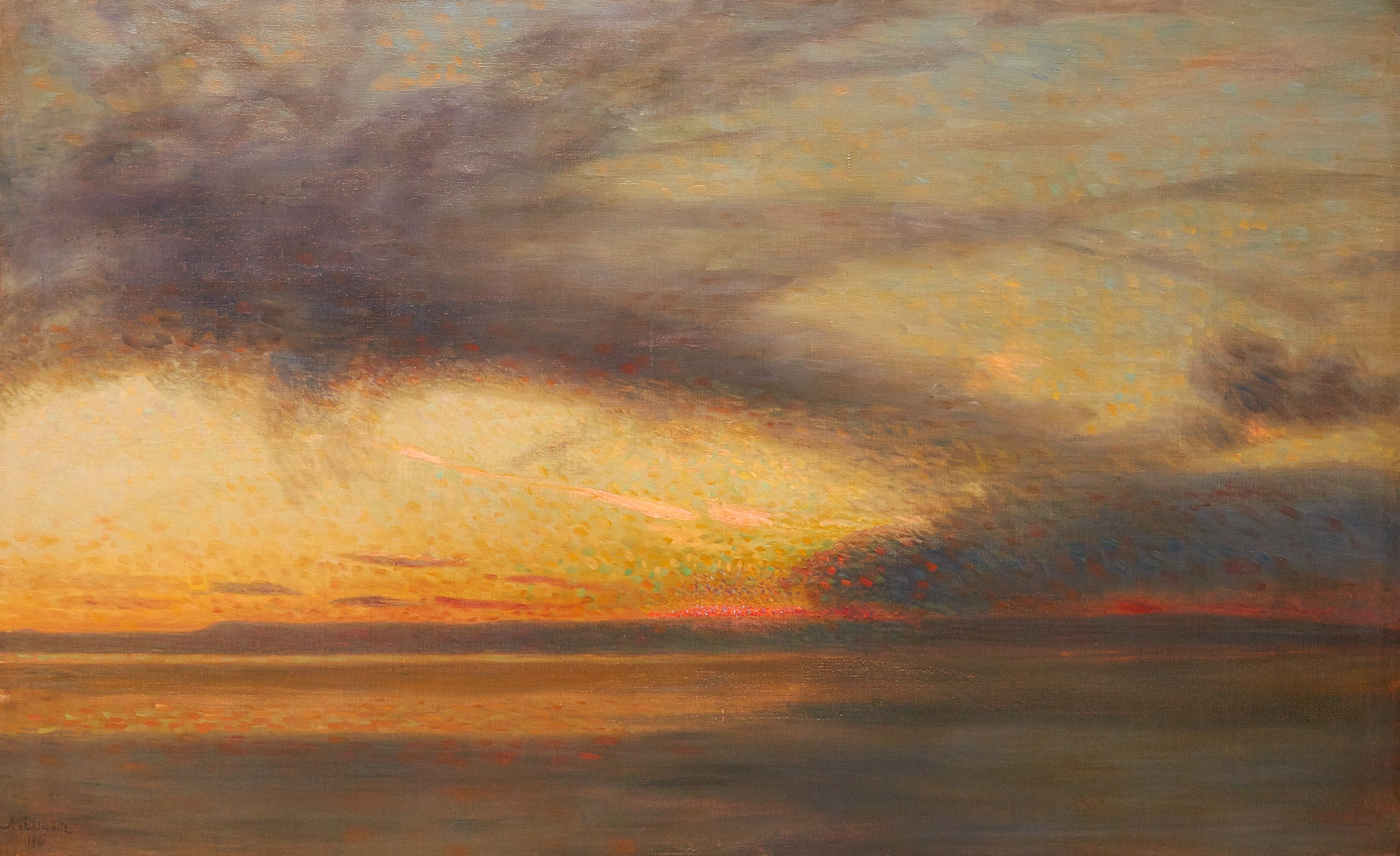
"Skymningslandskap", signerad 1916, 98 x 158 cm.
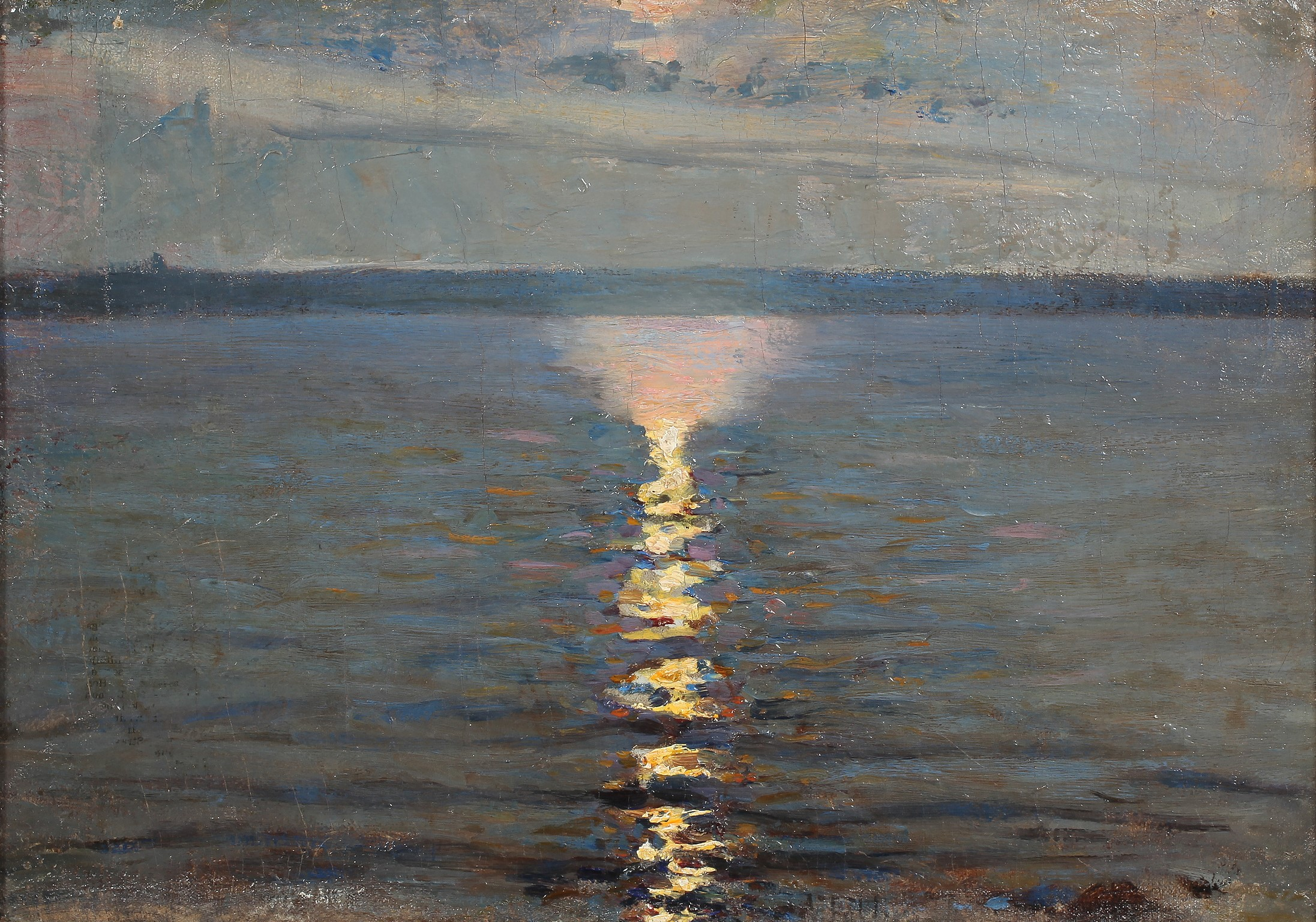
"Solnedgång över hav", osignerad, 25 x 35 cm.
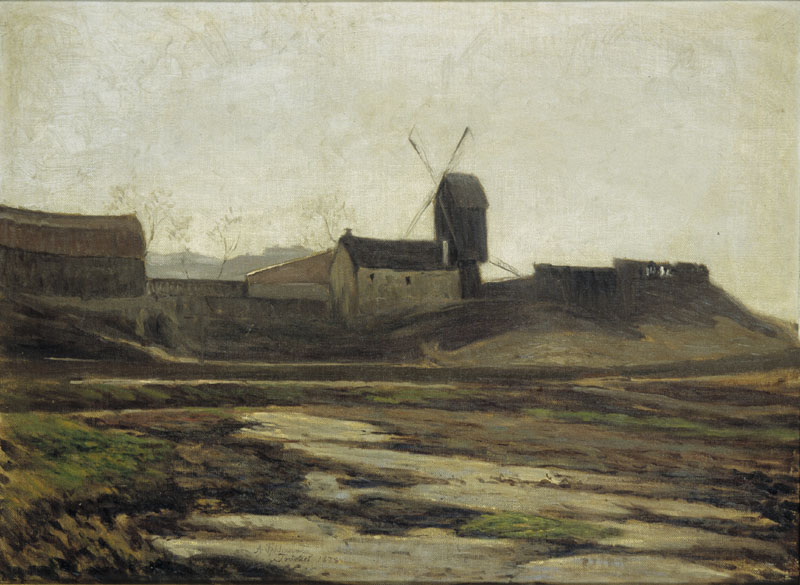
Stockholm vid Eriksberg på Östermalm, Träsket mot väster, 1876, 60 × 80 cm. Stockholmskällan.

## Källor

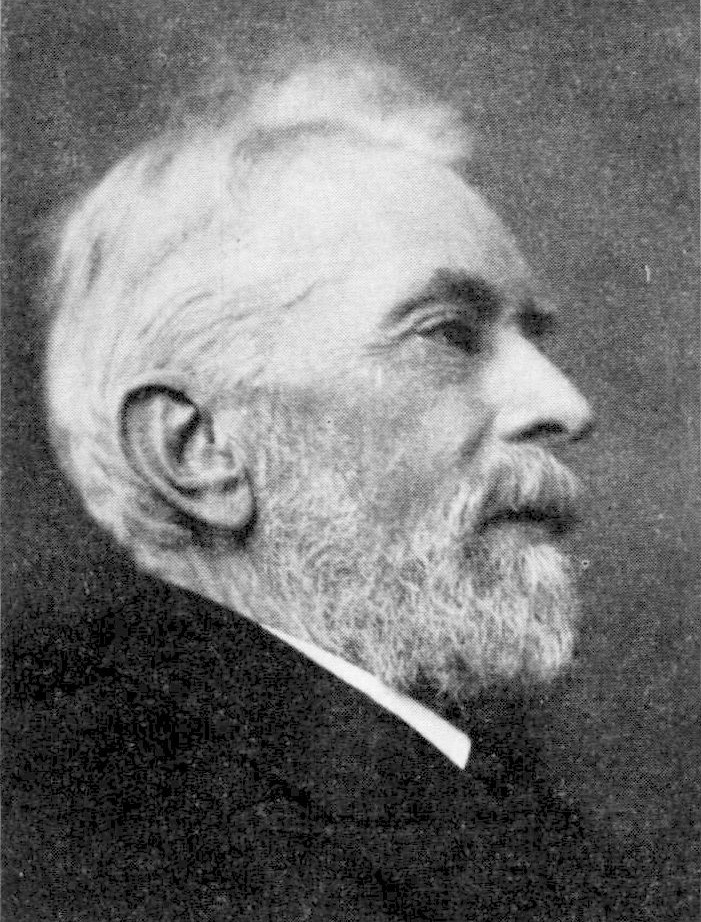
Axel Fahlcrantz.